# Église Saint-Nicolas de Šimanovci
Pour les articles homonymes, voir Église Saint-Nicolas.
L'église Saint-Nicolas de Šimanovci (en serbe cyrillique : Црква Светог Николе у Шимановцима ; en serbe latin : Crkva Svetog Nikole u Šimanovcima) est une église orthodoxe serbe située à Šimanovci, dans la province de Voïvodine, dans le district de Syrmie et dans la municipalité de Pećinci en Serbie. Elle est inscrite sur la liste des monuments culturels de grande importance de la république de Serbie (identifiant no SK 1277).

## Présentation

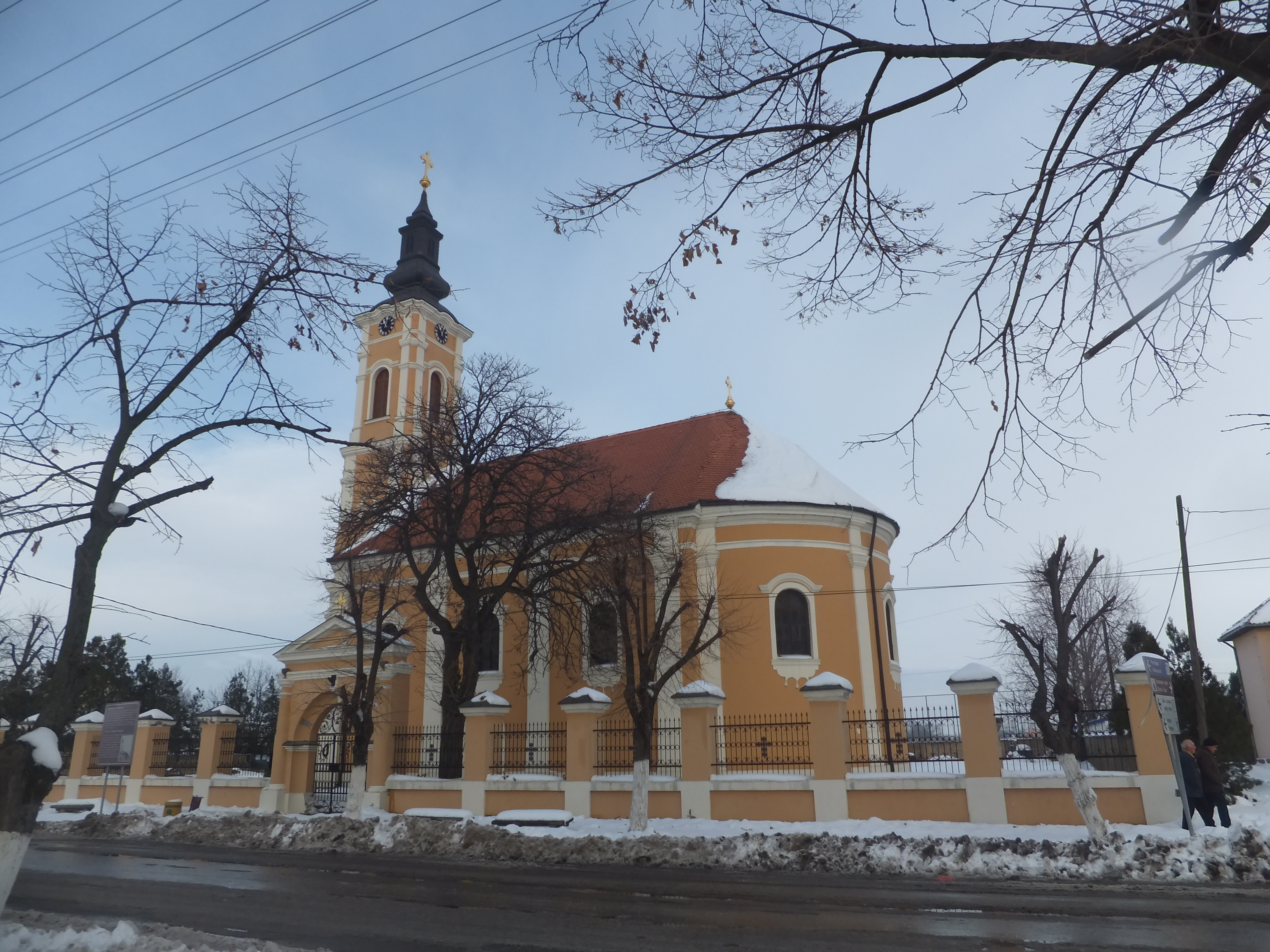
Autre vue de l'église.

L'église de Šimanovci a été construite au tournant des XVIIIe et XIXe siècles. Elle est constituée d'une nef unique comptant trois travées et prolongée à l'extérieur par une abside demi-circulaire. Les façades sont rythmées horizontalement, notamment en dessous du toit, par des corniches moulurées et, verticalement, par des pilastres ornés de chapiteaux simplifiés encadrant les ouvertures. La façade occidentale est constituée par un clocher-tour, endommagé pendant la Seconde Guerre mondiale ; la tour est surmontée d'un « coussin », d'une lanterne et d'une croix. 

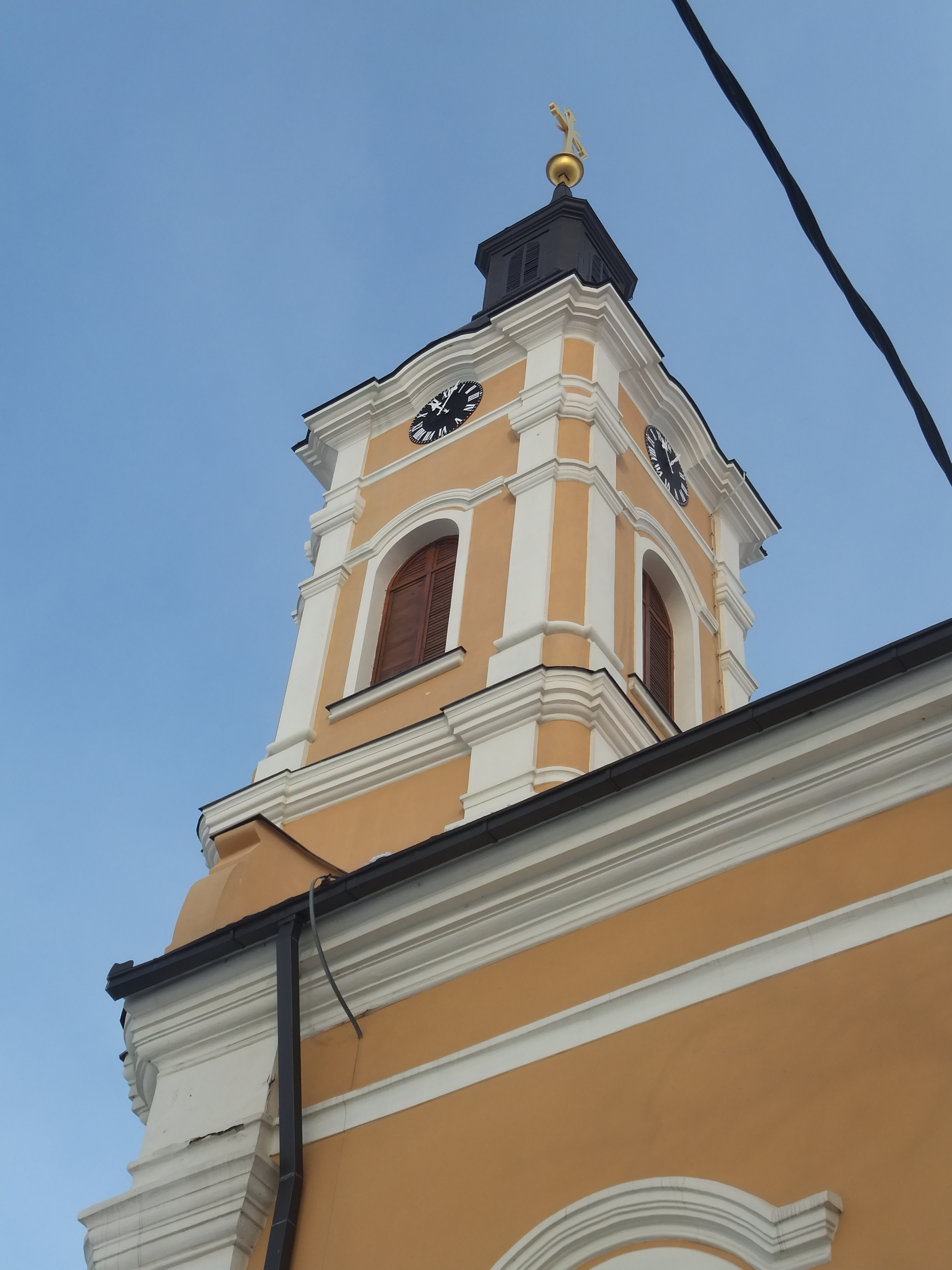
Détail du clocher.

À l'intérieur, l'iconostase, de style classique, a été réalisée en 1814 par le sculpteur sur bois Marko Vujatović. L'orfèvre Dimitrije Lazarević a participé à sa réalisation ; les icônes sont dues au peintre Konstantin Lekić et datent de 1822.

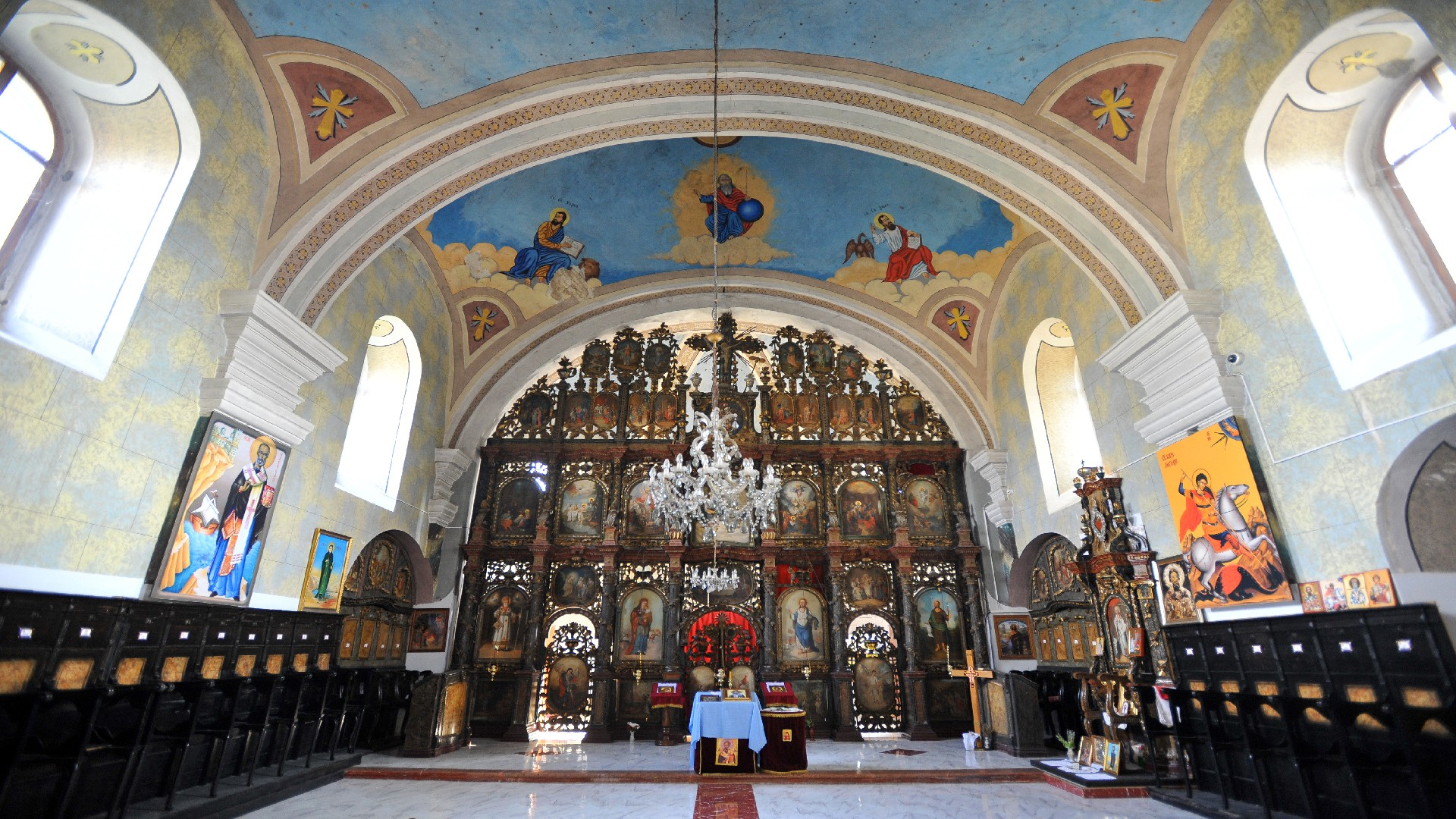
L'iconostase de l'église.

Des travaux de conservation et de restauration ont été effectués sur l'église en 2005.